# 中港石油
中港石油有限公司，簡稱中港石油（英語：CHK Oil Limited，港交所：0632），前身為「東方明珠創業有限公司」和「東方明珠石油有限公司」，2006年8月2日從招商迪辰更名而來，董事局主席黃坤（又名黃煜坤）、副主席劉夢熊。非執行董事之一是《陽光時務週刊》的陳平。
現時主要業務經營石油產品、鑽研等開發，地區哈薩克斯坦、美國猶他州油田項目，曾經營礦業項目，但效益未能反映行業，故此已出售。總部位於香港中環皇后大道中九號19樓1908室。
2016年10月20日，前執行董事主席黃坤退任。

## 連結
- https://www.chkoilltd.com （页面存档备份，存于）